# Assafi'yah (huyện)
Huyện Assafi'yah là một huyện thuộc Sana'a, Yemen. Đến thời điểm năm 2003, huyện này có dân số 109109 người.